# Perithreticus
Perithreticus is een muggengeslacht uit de familie van de motmuggen (Psychodidae).

## Soorten
- P. bishoppi (Del Rosario, 1936)
- P. jonesi (Quate, 1955)